# Vuolib Savdsaluobbal
Vuolib Savdsaluobbal eller Savdsaluobbal är en sjö i Finland. Den ligger i kommunen Utsjoki i landskapet Lappland, i den norra delen av landet, 1 000 km norr om huvudstaden Helsingfors. Vuolib Savdsaluobbal ligger 300,9 meter över havet. Omgivningarna runt Vuolib Savdsaluobbal är i huvudsak ett öppet busklandskap. Arean är 44,7 hektar och strandlinjen är 3,96 kilometer lång. Sjön  ingår i Tana älvs huvudavrinningsområde. 